# Philip Holmes
Philip John Holmes (né le 24 mai 1945) est professeur "Eugene Higgins" de génie mécanique et aérospatial à l'Université de Princeton. En tant que membre du département de génie mécanique et aérospatial, il occupe le poste de président par intérim jusqu'en mai 2007.
Avant de partir à Princeton en 1994, il enseigne la mécanique théorique et appliquée à l'Université Cornell de 1977 à 1994, lorsqu'il est professeur d'ingénierie "Charles N. Mellowes" et professeur de mathématiques.

## Biographie
Holmes fait ses études en Angleterre à l'Université d'Oxford, où il étudie l'ingénierie de 1964 à 1967, et à l'Université de Southampton, où il obtient un doctorat en ingénierie en 1974. Il apporte de solides contributions au domaine de la dynamique non linéaire et des équations différentielles. Son livre sur les systèmes dynamiques avec John Guckenheimer est une référence dans le domaine. Holmes est un chercheur et un scientifique très créatif et un conférencier exceptionnel. L'étendue de ses contributions aux mathématiques appliquées est illustrée par les différents sujets sur lesquels il publie des livres : outre le livre susmentionné, il publie un livre sur la turbulence avec John L. Lumley (en) et Gahl Berkooz, ainsi qu'un livre sur les nœuds et liens dans les systèmes dynamiques avec Robert Ghrist et Michael C. Sullivan, et un livre sur la mécanique céleste avec Florin Diacu (en).
Il est élu membre de l'Académie américaine des arts et des sciences en 1994. En 2001, il est élu membre honoraire de l'Académie hongroise des sciences. En 2006, il est élu membre de la Société américaine de physique et en 2012, il est élu membre de l'American Mathematical Society.
Il publie également plusieurs recueils de poésie. Parmi eux, sa collection primée en 1986 "The Green Road".

## Livres
- Holmes, Philip J., New Approaches to Nonlinear Problems in Dynamics, Society for Industrial and Applied Mathematics, 1980 (ISBN 9780898711677, lire en ligne)
- Guckenheimer, John et Holmes, Philip, Nonlinear Oscillations, Dynamical Systems, and Bifurcations of Vector Fields, Springer, 21 novembre 2013 (ISBN 9781461211402, lire en ligne)
- Diacu, Florin et Holmes, Philip, Celestial Encounters: The Origins of Chaos and Stability, Princeton University Press, 8 décembre 2020 (ISBN 9780691221830, lire en ligne)
- Holmes, Philip, Lumley, John L., Berkooz, Gahl et Rowley, Clarence W., Turbulence, Coherent Structures, Dynamical Systems and Symmetry, Cambridge University Press, 23 février 2012 (ISBN 9781107008250, lire en ligne)
  - Holmes, P., Lumley, J. L. et Berkooz, G., Turbulence, Coherent Structures, Dynamical Systems and Symmetry, Cambridge University Press, 23 juillet 1998 (ISBN 978-0-521-63419-9, lire en ligne)
- Ghrist, Robert W., Holmes, Philip J. et Sullivan, Michael C., Knots and Links in Three-Dimensional Flows, Springer, 14 novembre 2006 (ISBN 9783540683476, lire en ligne)
- Geometry, Mechanics, and Dynamics: Volume in Honor of the 60th Birthday of J. E. Marsden, Springer, 11 mai 2006 (ISBN 9780387217918, lire en ligne)